# Storenosoma supernum
Storenosoma supernum là một loài nhện trong họ Amaurobiidae.
Loài này thuộc chi Storenosoma. Storenosoma supernum được Hugh Davies miêu tả năm 1986.